# بحيرة روبرتفيلا
بحيرة روبرتفيلا وهي بحيرة صناعية متشكلة نتيجة بناء سد. تقع  في مقاطعة لياج ضمن إقليم والونيا وتبلغ مساحتها0.62 كم2